# Einsteinkruis

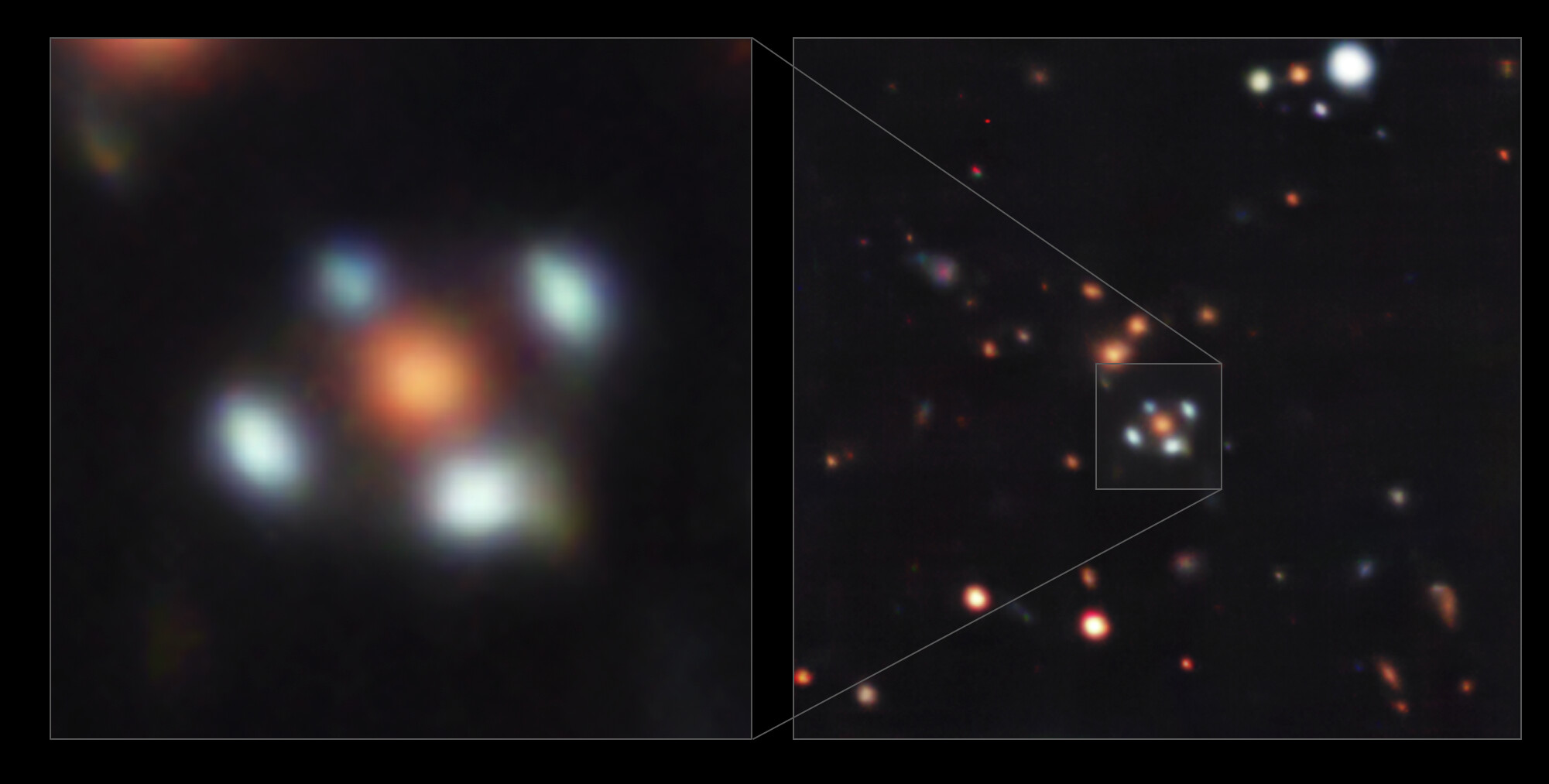
Het Einsteinkruis DESI-253.2534+26.8843 (ESO Very Large Telescope)

Het Einsteinkruis (QSO B2237+0305 of QSO J2240+0321) is een door een gravitatielens zichtbare quasar die zich direct achter het sterrenstelsel ZW 2237+030 (Huchra's Lens), bevindt. Vier afbeeldingen van dezelfde verre quasar (plus één in het centrum, te zwak om te zien) verschijnen rond een voorgrondstelsel als gevolg van een sterk zwaartekrachtlens-effect. Dit stelsel werd in 1985 ontdekt door John Huchra en collega's.

## Details
De roodverschuiving van de quasar geeft aan dat deze zich op ongeveer 8 miljard lichtjaar van de aarde bevindt, terwijl het voorliggende lensvormende sterrenstelsel zich op een afstand van 400 miljoen lichtjaar bevindt. De schijnbare afmetingen van het gehele voorgrondstelsel zijn 0,87 × 0,34 boogminuten, terwijl de schijnbare afmeting van het kruis in zijn centrum slechts 1,6 × 1,6 boogseconden bedraagt.
Het vereist een extreem donkere hemel en telescoopspiegels met een diameter van 46 cm of groter, om een deel van het kruis te zien.
De individuele afbeeldingen zijn gelabeld als A tot en met D (d.w.z. QSO 2237+0305 A), het lensvormende sterrenstelsel wordt soms aangeduid als QSO 2237+0305 G.

## J2211-3050
Een ontdekking van een ander Einsteinkruis (J2211-3050) werd bekendgemaakt op 18 maart 2019. Terwijl door een gravitatielens zichtbare lichtbronnen vaak de vorm van een Einsteinring hebben, vormen de beelden in plaats daarvan een eigenaardige kruisvorm; dat komt doordat het sterrenstelsel dat als lens dient, langgerekt is en doordat de quasar uit het midden staat.
In 2021 waren er 62 van zulke objecten bekend.